# Shaul Mukamel
Shaul Mukamel (* 11. Dezember 1948) ist ein israelisch-US-amerikanischer Chemiker (optische Spektroskopie, nichtlineare Optik).
Mukamel studierte an der Universität Tel Aviv mit dem Bachelor-Abschluss 1969 und dem Master-Abschluss 1971. 1976 promovierte er dort bei Joshua Jortner. Von 1971 bis 1973 war er als Offizier in der israelischen Armee und 1974 bis 1976 war er Lecturer am Soreq Nuclear Research Center in Israel, und 1976/77 forschte er am Massachusetts Institute of Technology, 1977/78 war er Lecturer an der Fakultät für Chemie der University of California, Berkeley, und 1978 bis 1979 Assistant Professor für Chemie an der Rice University. Ab 1981 war er Senior Scientist und ab 1982 Associate Professor am Weizmann-Institut und ab 1985 Professor an der University of Rochester. 2004 wurde er Professor an der University of California, Irvine.
Er befasst sich mit ultraschneller Dynamik und Relaxationsprozessen bei großen Molekülen (zum Beispiel nichtlineare optisches Verhalten konjugierter Polymere), in biologischen Komplexen (wie lichtsammelnde Komplexe in der Biologie und Proteine) und bei Halbleitern (optische Nichtlinearitäten). Er arbeitet experimentell (optische Spektroskopien) und theoretisch (quantenmechanische Vielteilchentheorie). Zu den von ihm untersuchten Phänomen gehören langreichweitiger Elektronentransport in biologischen Molekülen, kollektives nichtlineare Antwortverhalten und Fluoreszenz in molekularen Nanostrukturen, kooperative spontane Emission (Superradianz) in Molekülen und Chaos in klassischer und Quantenoptik.
1984 war er Gastprofessor an der Universität Paris und 1985 an der Universität Tokio.
2011 erhielt er den Earle K. Plyler Prize und 2013 den Willis-E.-Lamb-Preis für Pionierarbeiten zu neuartigen und multidimensionalen molekularen Spektroskopien (Laudatio). 2012 erhielt er den Hamburger Preis für Theoretische Physik. Für 2019/2020 wurde Mukamel der Joseph O. Hirschfelder Prize zugesprochen, für 2020 der Arthur-L.-Schawlow-Preis für Laserphysik. Er ist Fellow der American Physical Society, der American Chemical Society und der Optical Society of America. 2013 wurde Mukamel in die American Academy of Arts and Sciences gewählt. Seit 2015 ist er Mitglied der National Academy of Sciences.
1976/77 war er Chaim-Weitzmann-Fellow und 1980 bis 1982 Sloan Research Fellow.

## Schriften
- Principles of nonlinear optical spectroscopy, Oxford University Press 1995